# سید محمد سرور بهسودی
سید محمد سرور  بهسودی حسینی از علمای افغانستان. وی در سال۱۲۹۵ش در کجاب بهسود به دنیا آمد و پس از اتمام تحصیلات مقدماتی، عازم نجف گردید. سپس بعد از چندین سال شرکت در درس خارج سید محسن طباطبائی حکیم و سید ابوالقاسم خویی موفق به دریافت اجازه نامهٔ اجتهاد از حکیم گردید و به دستور وی، به افغانستان بازگشت و به فعالیت‌های فرهنگی و اجتماعی پرداخت. کتاب مصباح الاصول وی -که تقریرات درس استادش خویی است- یکی از مهم‌ترین منابع اصولی در سطح عالی و دروس خارج حوزه‌های علمیه شیعه به‌شمار می‌آید. وی در ۱۳۵۷ شمسی به دستور نور محمد ترکی رئیس‌جمهور دولت کمونیستی افغانستان، به زندان افکنده شد، و از آن زمان تاکنون از سرنوشت وی خبری در دست نیست.

## ولادت و دوران کودکی
سید محمد سرور  در ۱۲۹۵ شمسی در روستای کجاب از نواحی ولسوالی حصه اول بهسود از توابع ولایت میدان وردک به دنیا آمد. پدرش سیدحسن‌رضا بود. به دلیل فقر خانواده، سید محمد دوران کودکی خود را به چوپانی، حمل هیزم و کشاورزی گذراند و در کنار آن، به فراگیری قرآن کریم و برخی کتاب‌های معمول چون دیوان حافظ، سعدی، و… مشغول شد.

## تحصیلات

### تحصیلات در زادگاه
سید محمد، پس از تعلیم قرآن کریم و کتاب‌های متداول فارسی، به فراگیری صرف و نحو (جامع المقدمات) نزد سید مصطفی بزرگ خاندان  و حجه الاسلام سید محمد عیسی فارسی پرداخت. او در بیشتر محافل سوگواری اهل البیت علیهم السلام شرکت می‌کرد و با بیان شیوا مصائب آل محمد را برای حاضران بیان می‌کرد، از این رو، نزد مردم به  کوچک مشهور گشت.

### تحصیلات در کابل
وی در حدود ۱۳۱۰ شمسی، به قصد ادامه تحصیل عازم کابل گردید. وی در پنج سال کتاب‌های مغنی، منطق، شرح لمعه، رسائل، مکاسب و کفایه را نزد میرعلی احمد حجت و شیخ محسن فراگرفت و خود نیز در این مدت برخی دروسی را که خوانده بود، برای طلاب حوزه حجت تدریس کرد. سپس برای سامان دادن اوضاع نابسامان زادگاهش، به بهسود بازگشت و مدرسه محمدیه را در آن جا تأسیس نمود.

### تحصیلات در نجف
او پس از یک دهه فعالیت در زادگاهش، به قصد ادامه تحصیل به همراه خانواده عازم حوزه علمیه نجف گردید. در مسیر راه، مدت کوتاهی در حوزه علمیه قم توقف کرد و حدود شش ماهی از محضر سید حسین طباطبایی بروجردی بهره برد. سید محمد سرور  بیشتر در درس خارج فقه و اصول سید ابوالقاسم خویی و سید محسن طباطبائی حکیم شرکت می‌کرد و در حلقه مباحثه و نقد و نظر شهید سید محمد باقر صدر و سید محمد حسین فضل‌الله و غیره نیر مشارکت داشت. وی اوقات دیگرش را به تدریس کفایة الاصول و تقریر خارج اصول خویی اختصاص داد و توانست کتاب مصباح الاصول را پدیدآورد و اجازه اجتهاد از حکیم دریافت نمود. سید محمد سرور  در مباحث فقهی، فلسفی، کلامی، علوم قرآن و حدیث نیز صاحب نظر بود.

## اساتید
- میر علی احمد حجت کابلی
- سید ابوالقاسم خویی
- سید محسن طباطبائی حکیم

## دستگیری و زندان
بهسودی در حدود ۱۳۳۳ شمسی با هم فکری استادش سید محسن طباطبائی حکیم به افغانستان بازگشت و فعالیت‌های فرهنگی و سیاسی اش را بار دیگر آغاز کرد. وی در شرایطی به افغانستان بازگشت که قبل از او نهضت شیعیان افغانستان به رهبری سید اسماعیل بلخی توسط حکومت وقت سرکوب و رهبر نهضت به زندان افکنده شده بود. فعالیت‌های دینی و اجتماعی  موجب هراس حکومت وقت گردید و در ۱۳۴۰ شمسی به دستور داود خان به مدت سه سال به زندان افتاد و پس از برکناری داود خان از صدر اعظمی و روی کار آمدن دکتر محمد یوسف خان، وی با جمعی از روحانیون شیعه از جمله شهید بلخی آزاد گردیدند.
پس از کودتای هفت ثور (اردیبهشت) ۱۳۵۷ و روی کار آمدن رژیم کمونیستی در افغانستان، مخالفت علنی رژیم با ارزش‌های اسلامی و فشار و اختناق دوچندان گردید، دستگیری وسیع مسلمانان از کابل شروع شد و در کوتاه‌ترین زمان در دیگر ولایات شیوع پیدا کرد.  و صدها روحانی دیگر در حمله‌ای شبانه دستگیر و راهی زندان گردیدند. به دنبال اعتراضات شدید مردم،  به‌طور موقت آزاد گردید، و دوباره دستگیر و به مکان نامعلومی انتقال داده شد که تا کنون خبری دقیقی از ایشان در دست نیست. ببرک کارمل رئیس‌جمهور کمونیست افغانستان با ادعای اینکه تمامی زندانیان سیاسی به دستور حفیظ الله امین (رئیس‌جمهور سابق حزب کمونیست) به قتل رسیده‌اند، به صورت مزورانه‌ای برای آنان مراسم گرامی داشت و فاتحه برگزار کرد.

## فعالیت‌های علمی و فرهنگی
بهسودی در کنار فعالیت‌های علمی، تدریس، وعظ و خطابه به حل معضلات اجتماعی جامعه خود پرداخت. برخی خدمات ایشان عبارتند از:
1. تأسیس مدرسه علمیه کجاب بهسود
2. تأسیس مسجد و مدرسه علمیه محمدیه کابل
3. راه اندازی ماهنامه برهان: این ماهنامه که با همکاری جمعی از نویسندگان و دانشمندان به منظور آگاهی بخشی جوانان با آموزه‌های اسلامی و مبارزه با اندیشه‌های مارکسیستی منتشر می‌شد، پس از انتشار یازده شماره، از سوی حکومت وقت توقیف گردید.

## آثار
1. مصباح الاصول: این کتاب که تقریرات درس خارج اصول استادش سید ابوالقاسم خویی است، به شکل بدیع و با قلم شیوا و روان به نگارش درآمده است. این کتاب جایگاه ممتازی در سطوح عالی حوزه‌های علمیه شیعه دارد.
2. خاطرات زندان: این کتاب که در زندان‌های کابل به رشته تحریر درآمده است محصول حلقه‌های درس اخلاق ایشان بوده و در بردارنده موضوعاتی است که در زندان مطرح شده‌است.
3. سیف الاسلام: پاسخ به کتاب سیف الابرار است که شخصی به نام مولوی مبارک به تحریک برخی دولتمردان وهّابی مسلک برای تفرقه شیعه و سنی نگاشته بود.
4. تحفة الفقیه: بحث فقهی پیرامون حدود (کر) است.
5. شرح مکاسب (خطی)
6. قضاء در مذهب شیعه (خطی)
7. تقریرات کفایة یا نهج الاصول: توسط وحیدی بهسودی تدوین شده‌است.[۷]